# Villa della Gaiola

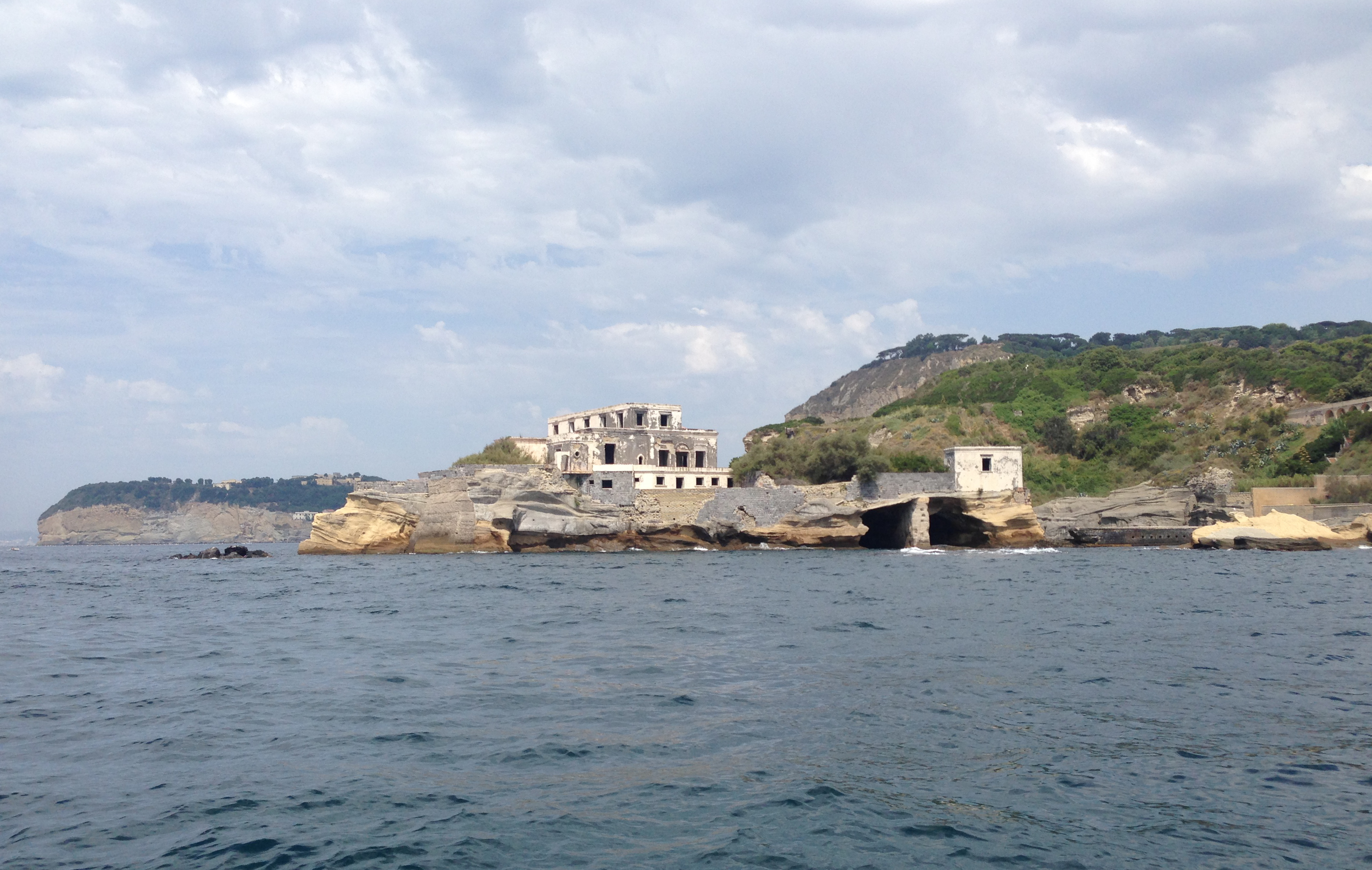
Die Ruine der Villa auf dem Gaiola-Felsen

Die Villa della Gaiola ist ein Landhaus aus dem 19. Jahrhundert auf der Felseninsel Gaiola vor dem Viertel Posillipo von Neapel in der italienischen Region Kampanien.

## Geschichte
Im Jahre 1874 kaufte Luigi de Negri die Insel Gaiola und ließ dort ein Landhaus erbauen, das die Insel heute noch kennzeichnet. Der folgende Eigentümer kaufte die Villa nach dem Konkurs der De Negris; er beutete die Insel und das davor liegende Gebiet zur Gewinnung von Puzzolangestein aus. Die Villa in ihrer prominenten Lage gehörte auch einst dem bekannten britischen Schriftsteller Norman Douglas. 1910 fiel das Anwesen an die Familie des Senators Paratore; dieser wohnte allerdings in der Villa Paratore auf dem Festland, heute Teil der Tenuta Ambrosio, die auch den Parco archeologico di Posillipo beherbergt.
Die Bevölkerung der Gegend hatte allerdings nie ein positives Verhältnis zur Insel Gaiola; man sah sie als „verfluchte Insel“ an, die mit ihrer Schönheit „eigentümlich tragische Schicksale“ verbarg, einen Ruf, den sie aufgrund des häufig vorzeitigen Ablebens ihrer Besitzer erwarb. So gehörte sie in den 1920er-Jahren dem Schweizer Hans Braun, der tot in einen Teppich eingerollt aufgefunden wurde; kurz darauf ertrank seine Witwe im Meer. So fiel die Villa an den Deutschen Otto Grünbäck, der an einem Herzinfarkt starb, während er in der Villa weilte. Ein ähnliches Schicksal ereilte den Schriftsteller und Pharmaunternehmer Maurice-Yves Sandoz, der 1958 in einer psychiatrischen Klinik in der Schweiz Selbstmord beging; der nachfolgende Eigentümer, ein deutscher Stahlmagnat, Baron Paul Kurt Langheim, endete bankrott wegen der Feste, die er für junge Männer gab, mit denen er sich zu umgeben liebte. Schließlich gehörten Insel und Villa Giovanni Agnelli, der den Tod vieler Familienmitglieder miterleben musste; später fiel sie an J. Paul Getty, dessen Neffe von der ’Ndrangheta entführt wurde, und danach an Gianpasquale Grappone, der 1978 in den Konkurs seiner Versicherungsgesellschaft Lloyd Centauro verwickelt war.
Schließlich wurden Insel und Villa versteigert und gingen so in den Besitz der Region Kampanien über.